# Monticola gularis
Monticola gularis е вид птица от семейство Muscicapidae.

## Разпространение
Видът е разпространен във Виетнам, Камбоджа, Китай, Лаос, Монголия, Мианмар, Русия, Северна Корея и Тайланд.